# إميليو حسن
إميليو حسن (بالإسبانية: Emilio Hassan Viades)‏ (10 يناير 1978 بمدينة مكسيكو في المكسيك - ) هو لاعب كرة قدم مكسيكي في مركز الدفاع. لعب مع كروز آزول ونادي تولوكا ونادي نيكاكسا.

## وصلات خارجية
- إميليو حسن على موقع قاعدة بيانات كرة القدم.إي يو (الإنجليزية)